# Храм Святой Троицы в Бежичах
Храм Святой Троицы — православный храм в Бежицком районе Брянска.

## Местоположение
Храм находится на высоком берегу реки Десны на месте вала древнего городища X—XIII веков, господствует среди малоэтажной окружающей застройки.

## История
Точная дата постройки храма неизвестна. Он упоминается в XVIII веке как приходской храм села Бежичи (ныне в черте Бежицкого района города Брянска).
Первая перестройка храма произошла в 1746 году. В начале XIX века была возведена колокольня.
В начале 1980-х годов в храме случился пожар, после чего в 1982—83 годах был произведен ремонт, во время которого был сильно искажён внешний вид храма.
Во внутреннем интерьере сохранились живопись конца XIX века (переписана в 1970-е годы), иконостасы второй половины XIX века, иконы второй половины XIX — начала XX века, паникадило XIX века.
В советское время храм был закрыт в 1938 году, но вновь открылся для богослужения в 1949 году.
Начиная с 2011 года, когда настоятелем храма стал Виталий Чабан, были проведены реставрационные работы и работы по реконструкции храма.

## Духовенство[2]
- Настоятель — Протоиерей Виталий Чабан;
- Иерей Михаил Макухин;
- Иерей Дмитрий Гелеван.